# كارستن نورجارد
كارستن نورجارد (بالدنماركية: Carsten Nørgaard)‏ هو ممثل دانمركي، ولد في 3 مارس 1963 بفريدريكسبرغ في الدنمارك.

## أعمال

### أفلام
- (2004) المفترس ضد ألين[2][3][4][5]
- (2011) الفرسان الثلاثة
- (2016)  الفصل الأخير[6][7][8]

### مسلسلات
- الرجل في القلعة العالية
- لوس أنجلوس
- بيرسون أوف إنترست

## وصلات خارجية
- كارستن نورجارد على موقع IMDb (الإنجليزية)
- كارستن نورجارد على موقع ألو سيني (الفرنسية)
- كارستن نورجارد على موقع أول موفي (الإنجليزية)
- كارستن نورجارد على موقع قاعدة بيانات الأفلام السويدية (السويدية)
- كارستن نورجارد على موقع قاعدة بيانات الفيلم (الإنجليزية)
- كارستن نورجارد على موقع كينوبويسك (الروسية)